# Friedel Morgenstern

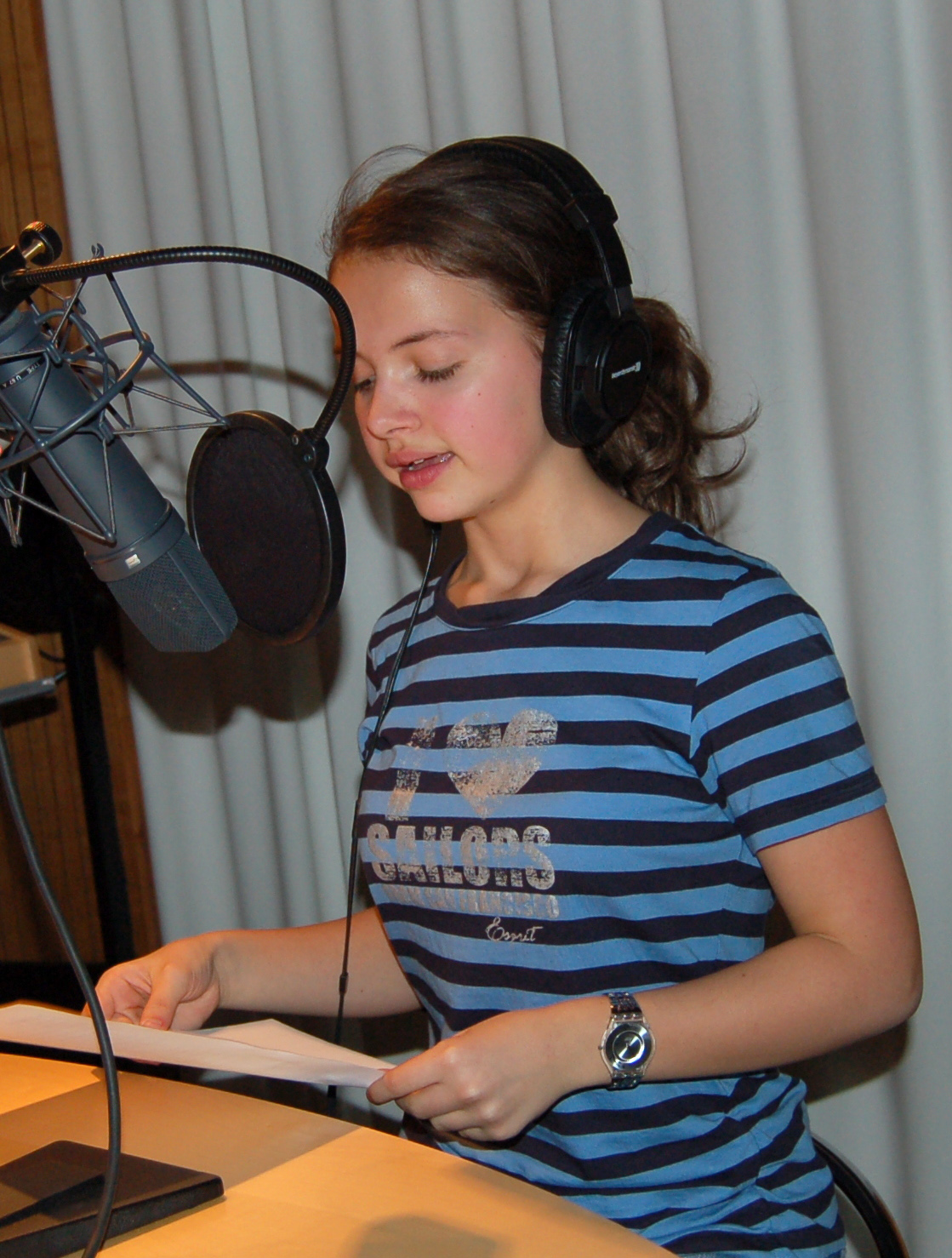
Friedel Morgenstern (2008)

Marie-Christin „Friedel“ Morgenstern (* 16. August 1993 in Potsdam) ist eine deutsche Synchronsprecherin und Hörbuchsprecherin. Sie wählte den Künstlernamen „Friedel“.

## Leben
Schon als Neunjährige war sie als Synchronsprecherin tätig. Hauptsächlich leiht sie den Schauspielerinnen AnnaSophia Robb und Abigail Breslin ihre Stimme. Mit 13 Jahren erhielt sie 2007 die Auszeichnung für „herausragende Nachwuchsleistung“ den Deutschen Preis für Synchron.
Außerdem ist sie auch als Schauspielerin tätig, so trat sie u. a. bei Les Misérables im Berliner Theater des Westens auf. Im Fernsehen war sie in Siebenstein (2006, Folge 210) als Rosalinde zu sehen und hatte auch bei X & Co einen Gastauftritt. Des Weiteren war sie in Hörspielen zu hören, beispielsweise in Anne auf Green Gables (Folge 2) und Gruselkabinett (Folge 21).
Ihre ältere Schwester ist die Hörspiel- und Synchronsprecherin Lydia Morgenstern.

## Auszeichnung
2007 erhielt sie den Synchronsprechernachwuchspreis als Stimme von Abigail Breslin in Little Miss Sunshine.

## Synchronisation (Auswahl)
Abigail Breslin
- 2006: Little Miss Sunshine als Olive Hoover
- 2006: Grey’s Anatomy (Fernsehserie) als Megan Clover
- 2007: Rezept zum Verlieben als Zoe
- 2008: Vielleicht, vielleicht auch nicht als Maya Hayes
- 2008: Die Insel der Abenteuer als Nim Rusoe
- 2008: Kit Kittredge: An American Girl als Kit Kittredge
- 2009: Zombieland als Little Rock
- 2009: Beim Leben meiner Schwester als Andromeda „Anna“ Fitzgerald
- 2011: Rango als Priscilla
- 2011: Happy New Year als Hailey
- 2013: The Call – Leg nicht auf! als Casey Welson (1. Synchro)
- 2013: Ender’s Game – Das große Spiel als Valentine Wiggin
- 2013: Im August in Osage Country als Jean Fordham (1. Synchro)
- 2014: Perfect Sisters als Sandra Anderson
- 2015: Maggie als Maggie Vogel
- 2019: Zombieland: Doppelt hält besser als Little Rock
- 2021: Stillwater – Gegen jeden Verdacht als Allison
- 2024: Geheimsache Malta als Kacey Walker

AnnaSophia Robb
- 2005: Charlie und die Schokoladenfabrik als Violetta Beauregard
- 2005: Winn Dixie – Mein zotteliger Freund als Opal
- 2009: Die Jagd zum magischen Berg als Sara
- 2011: Soul Surfer als Bethany Hamilton
- 2013: Ganz weit hinten als Susanna
- 2021: Lansky – Der Pate von Las Vegas als Anne Lansky

Elle Fanning
- 2004: The Door in the Floor – Die Tür der Versuchung als Ruth Cole
- 2010: Der Nussknacker als Mary
- 2011: Super 8 als Alice Dainard

Saoirse Ronan
- 2007: Hauptsache verliebt als Izzie
- 2010: The Way Back – Der lange Weg als Irena
- 2015: Brooklyn – Eine Liebe zwischen zwei Welten als Eilis Lacey

Miranda Cosgrove
- 2010: Ich – Einfach unverbesserlich als Margo
- 2013: Ich – Einfach unverbesserlich 2 als Margo
- 2017: Ich – Einfach unverbesserlich 3 als Margo

Kaitlyn Dever
- 2011: Cinema Verite – Das wahre Leben als Michelle Loud
- 2014: #Zeitgeist als Brandy Beltmeyer
- 2014: Grow Up!? – Erwachsen werd’ ich später als Misty

Morgan York
- 2003: Im Dutzend billiger als Kim Baker
- 2005: Der Babynator als Lulu Plummer
- 2005: Im Dutzend billiger 2 – Zwei Väter drehen durch als Kim Baker

Rachel G. Fox
- 2011: Dream House als Chloe Patterson
- 2015: CSI: Cyber (Fernsehserie) als Elizabeth Marks

### Filme
- 2004: Kill Bill – Volume 2 – Al Manuel Douglas als Marty Kitrosser
- 2010: Trust – Liana Liberato als Annie
- 2011: Wer ist Hanna? – Jessica Barden als Sophie
- 2011: Bad Teacher – Kathryn Newton als Chase Rubin-Rossi
- 2013: Kindsköpfe 2 – Halston Sage als Nancy Arbuckle
- 2013: Drachenkrieger – Das Geheimnis der Wikinger – Maria Annette Tanderø Berglyd als Ragnhild
- 2014: Kite – Engel der Rache (Live Action) – India Eisley als Sawa
- 2015: Minions – Katy Mixon als Tina Nelson
- 2015: Der Kaufhaus Cop 2 – Raini Rodriguez als Maya
- 2015: Maze Runner – Die Auserwählten in der Brandwüste – Katherine McNamara als Sonya
- 2018: Schicksalhafte Weihnachten – Cassandra Potenza als Ashley Krueger
- 2018: Girls with Balls – Camille Razat als Lise
- 2020: Emma – Mia Goth als Harriet Smith
- 2020: Die bunte Seite des Monds – Cathy Ang als Fei Fei
- 2020: The Kissing Booth 2 – Zandile Madliwa als Gwyneth
- 2020: The New Mutants – Blu Hunt als Danielle „Dani“ Moonstar / Mirage
- 2022: Elvis – Olivia DeJonge als Priscilla Presley
- 2023: Ant-Man and the Wasp: Quantumania – Kathryn Newton als Cassie Lang
- 2023: Guardians of the Galaxy Vol. 3 – Maria Bakalova als Cosmo der Weltraumhund
- 2023: Die Tribute von Panem – The Ballad of Songbirds and Snakes – Hunter Schafer als Tigris Snow
- 2024: MaXXXine – Mia Goth als Maxine Minx
- 2024: Golden Kamuy – Anna Yamada als Asirpa
- 2025: The Fantastic Four: First Steps – Julia Garner als Shalla-Bal / Silver Surfer

### Serien
- 2002: Paula & Paula – als Paula 1
- 2004: Au Schwarte! – Tara Strong als Molly
- 2008–2015: Degrassi: The Next Generation – Melinda Shankar als Alli Bhandari
- 2011: Tokyo Magnitude 8.0 – Satomi Hanamura als Mirai Onosawa
- 2011: Body of Proof – Mary Matilyn Mouser als Lacey Fleming
- 2011–2013: Die Borgias – Holliday Grainger als Lucrezia Borgia
- 2011–2013: Allein unter Jungs – Torri Webster als Tess Foster
- 2012–2015: Mia and me – Abenteuer in Centopia – Rosabell Laurenti Sellers als Mia
- 2012–2015: Violetta – Lucía Gil als Lena
- 2012–2020: Modern Family – Ariel Winter als Alex Dunphy
- 2013–2017: Bates Motel – Olivia Cooke als Emma Decody
- 2013: Die Thundermans – Gilland Jones als Veronica
- 2013: Sanjay & Craig – Linda Cardellini als Megan Sparkles (1. Stimme)
- 2013–2018: The Originals – Danielle Campbell als Davina Claire
- 2013–2021: Navy CIS für Juliette Angelo als Emily Fornell
- 2014–2015: Ray Donovan – Kerris Dorsey als Bridget Donovan (1. Stimme)
- 2014–2016: Blutsbande – Saga Sarkola als Cecilia Waldemar
- 2015: Steins;Gate – Kana Hanazawa als Mayuri Shiina
- 2015: Love, Chunibyo & Other Delusions! – Maaya Uchida als Rikka Takanashi
- 2016: Kabaneri of the Iron Fortress – Sayaka Senbongi als Mumei
- 2017–2022: Black-ish – Yara Shahidi als Zoey Johnson
- 2018: Angels of Death als Rachel Gardner
- 2018: My Little Pony – Freundschaft ist Magie als Autumn Blaze (Episode: Schweigen ist Silber – Reden ist Gold)
- 2019–2022: Euphoria – Hunter Schafer als Jules Vaughn
- 2020: Navy CIS: New Orleans für Lucy Faust als Sue-Ann Hughes
- 2022: Death in Paradise Staffel 11 für Shantol Jackson als Naomi Thomas

## Hörbücher (Auswahl)
- 2016: Jennifer Wolf: Morgentau – Die Auserwählte der Jahreszeiten (Hörbuch Hamburg HHV GmbH)
- 2016: Jennifer Wolf: Abendsonne – Die Wiedererwählte der Jahreszeiten (Hörbuch Hamburg HHV GmbH)
- 2016: Jennifer Wolf: Nachtblüte – Die Erbin der Jahreszeiten (Hörbuch Hamburg HHV GmbH)
- 2023: Marie Hüttner: Ist Oma noch zu retten?, Hörbuch Hamburg, ISBN 978-3-7456-0429-0
- 2025: Isabel Abedi: Eine Katze hat Geheimnisse (und alle anderen auch), Hörbuch Hamburg, ISBN 978-3-8449-4195-1 (Mi mittendrin – Band 1, Hörbuch-Download)